# Petrichus griseus
Petrichus griseus là một loài nhện trong họ Philodromidae.
Loài này thuộc chi Petrichus. Petrichus griseus được Lucien Berland miêu tả năm 1913.